# Chris Nahon
 (octobre 2022).
Il peut être nécessaire de l'améliorer pour respecter le principe de neutralité de point de vue. Veuillez consulter la page de discussion pour plus de détails.

Chris Nahon est un réalisateur et scénariste français, né le 5 décembre 1968 à Soisy-sous-Montmorency, Val-d'Oise. Il est principalement connu pour avoir réalisé le film Le Baiser mortel du dragon.

## Biographie
Chris Nahon naît le 5 décembre 1968 à Soisy-sous-Montmorency.
Il commence sa carrière dans les années 1990 en réalisant des vidéoclip et des spots publicitaires au sein de sa propre entreprise. Il est ensuite remarqué par le producteur Luc Besson qui lui confie la mise en scène du film Le Baiser mortel du dragon en 2001. Lors de sa sortie, il atteint la deuxième place du box-office américain derrière A.I. Intelligence artificielle de Steven Spielberg. La distribution est composée de Jet Li, Tchéky Karyo et Bridget Fonda. Il refuse ensuite plusieurs scénarios américains, comme Otage ou Catwoman.
En 2005, il revient avec L'Empire des loups, alors plus gros budget de l'année en France et qui termine parmi les meilleures ventes de l'année à l'international pour la société Gaumont. Jean Reno interprète le rôle principal, adapté du roman à succès de l'auteur Jean-Christophe Grangé.
Depuis il continue la réalisation et la production de films de fictions et de films documentaires en créant la société de production Gurkin Group entre Marseille et Buenos AIres.

## Filmographie

### Réalisation
- 2001 : Le Baiser mortel du dragon (Kiss of the Dragon)
- 2005 : L'Empire des loups
- 2009 : Blood: The Last Vampire
- 2016 : Lady Bloodfight
- 2017 : Uruguay, le pays de la simplicité
- 2017 : Buenos AIres, l'impératrice latine
- 2018 : Patagonie, Maitresse du temps
- 2018 : Participation à la série Un si grand Soleil tournée à Montpellier
- 2022 : Les Pennac (série télévisée, France 3)

### Publicité
- Il réalise plusieurs publicités, entre autres, pour les marques Volvo, TPS, E.Leclerc, PlayStation (Sony), etc.[3].

### Scénario
- 2005 : L'Empire des loups de Chris Nahon
- 2008 : Skate or Die de Miguel Courtois
- 2016 : Solo Una vez de Federico Cueva